# For All the Cows
«For All the Cows» es el tercer sencillo del grupo Foo Fighters, extraído de su álbum debut homónimo y lanzado a finales de 1995.

## Track listing
1. "For All the Cows"
2. "For All the Cows (en vivo en el Festival de Reading de 1995)"
3. "Wattershed (en vivo en el Festival de Reading de 1995)"

## Posición en las listas
| Año  | Listas                              | Posición |
| ---- | ----------------------------------- | -------- |
| 1995 | Official UK Singles Chart           | N.º 28   |
| 1995 | Official Euro Hot 100 Singles Chart | N.º 70   |

- Datos: Q2623435